# Častkovce
Častkovce es un municipio del distrito de Nové Mesto nad Váhom en la región de Trenčín, Eslovaquia, con una población estimada a final del año 2024 de 1719 habitantes.
Se encuentra ubicado al oeste de la región, cerca del río Váh (cuenca hidrográfica del Danubio) y de la frontera con la región de Trnava y la República Checa.

## Demografía
| Año        | 1994 | 2004    | 2014     | 2024     |
| ---------- | ---- | ------- | -------- | -------- |
| Población  | 987  | 1014    | 1263     | 1719     |
| Diferencia |      | +2,73 % | +24,55 % | +36,10 % |

| Año        | 2023 | 2024    |
| ---------- | ---- | ------- |
| Población  | 1705 | 1719    |
| Diferencia |      | +0,82 % |